# Pierre Mandonnet
Pierre Mandonnet, né le 26 février 1858 à Beaumont et mort le 4 janvier 1936 à Kain, est un dominicain belge d'origine française, théologien néothomiste et historiographe de la philosophie médiévale.

## Biographie
Entré chez les Dominicains en 1882, Pierre Mandonnet est ordonné prêtre le 17 décembre 1887.
De 1891 à 1919, il occupe le poste de professeur ordinaire d'histoire de l'Église à la faculté de théologie de l'Université de Fribourg. Il est également doyen de sa faculté de 1893 à 1894, et recteur de l'université de 1902 à 1903.
Il est le cofondateur de la Revue thomiste. Il est l'auteur d'une étude sur Siger de Brabant, d'un essai sur la théologie de Dante et d'une biographie de Dominique de Guzman. En 1927, sa collection de livres personnelle vint augmenter le fonds de la bibliothèque du Saulchoir.

## Publications
- Les dominicains et la découverte de l'Amérique, Paris, Lethielleux, 1893, 255 p. (lire en ligne)
- Aristote et le mouvement intellectuel du moyen âge, Paris, L'Œuvre de Saint-Paul, 1899, 104 p.
- Des écrits authentiques de saint Thomas d'Aquin, Paris, L'Œuvre de Saint-Paul, 1910, 158 p. (lire en ligne)
- Siger de Brabant et l'averroïsme latin au XIIIme siècle, Louvain, Institut supérieur de philosophie de l'université, 1908-1911, 328 p. (lire en ligne)
- Pierre Mandonnet et Jean Destrez, Bibliographie thomiste, Paris, Vrin, 1921, 116 p. (lire en ligne)
- Dante le théologien, Paris, Desclée de Brouwer, 1935, 331 p. (lire en ligne)

- Saint Dominique : l'idée, l'homme et l'œuvre, Desclée De Brouwer, 1921
- Mélanges : Études d'histoire littéraire et doctrinale du Moyen Âge, rééd. Vrin, 2002